# Sierra de Hornachos
Sierra de Hornachos är en ås i Spanien.   Den ligger i provinsen Provincia de Badajoz och regionen Extremadura, i den sydvästra delen av landet, 290 km sydväst om huvudstaden Madrid.